# Dalangan (Todanan)
Dalangan is een bestuurslaag in het regentschap Blora van de provincie Midden-Java, Indonesië. Dalangan telt 1443 inwoners (volkstelling 2010).